# Armata de Eliberare Națională (Columbia)
Armata de Eliberare Națională (în spaniolă Ejército de Liberación Nacional, acronim ELN) este o grupare teroristă și narcotraficantă de extremă stângă implicată în continuarea războiului civil columbian. Gruparea există în Columbia din 1964 și are o ideologie comunistă alcătuită din marxism-leninism și teologia eliberării. În 2013 s-a estimat că forțele ELN erau formate din 1.380–3.000 de gherile.
ELN este clasificată drept organizație teroristă de Columbia, Statele Unite, Canada, Noua Zeelandă și Uniunea Europeană.

## Istoric
Armata de Eliberare Națională a fost fondată în 1964 de Fabio Vásquez Castaño și alți rebeli columbieni antrenați în Cuba. Grupul includea „intelectuali urbani” influențați de Che Guevara și Fidel Castro.